# Sen-itiroh Hakomori
Sen-itiroh Hakomori (箱守仙一郎, Hakomori Sen-itiroh, Sendai, 13 de fevereiro de 1929) é um bioquímico nipo-americano. 

## Carreira
Hakomori nasceu em Sendai em 13 de fevereiro de 1929 e se formou na Faculdade de Medicina da Universidade Tohoku em 1951. Aprofundou seus estudos em bioquímica sob a orientação de Hajime Masamune. Como bolsista da Fulbright, Hakomori também trabalhou com Roger W. Jeanloz . Em 1959, Hakomori começou a ensinar nna Faculdade de Ciências Farmacêuticas de Tohoku. Ele retornou aos Estados Unidos em 1964, trabalhando novamente com Jeanloz. Em 1966, Hakomori se juntou ao corpo docente da Universidade de Brandeis. Ele deixou Massachusetts dois anos depois para um cargo na Universidade de Washington.  Ao mudar-se para Washington, Hakomori começou a trabalhar para o Fred Hutchinson Cancer Research Center e, mais tarde, para o Pacific Northwest Research Institute.  A Sociedade de Glicobiologia concedeu a Hakomori seu Prêmio Karl Meyer em 1995.  Ele foi eleito para integrar a Academia Nacional de Ciências dos Estados Unidos em 2000.  Em 2009, ele foi eleito membro correspondente da Academia Brasileira de Ciências. Hakomori compartilhou o Prêmio Rosalind Kornfeld da Society for Glycobiology de 2011 com Yuan-Chuan Lee . 